# Pierre Guilmard
 (août 2025).
 (août 2025).
La mise en forme du texte ne suit pas les recommandations de Wikipédia : il faut le « wikifier ».
Les points d'amélioration suivants sont les cas les plus fréquents. Le détail des points à revoir est peut-être précisé sur la page de discussion.
- Les titres sont pré-formatés par le logiciel. Ils ne sont ni en capitales, ni en gras.
- Le texte ne doit pas être écrit en capitales (les noms de famille non plus), ni en gras, ni en italique, ni en « petit »…
- Le gras n'est utilisé que pour surligner le titre de l'article dans l'introduction, une seule fois.
- L'italique est rarement utilisé : mots en langue étrangère, titres d'œuvres, noms de bateaux, etc.
- Les citations ne sont pas en italique mais en corps de texte normal. Elles sont entourées par des guillemets français : « et ».
- Les listes à puces sont à éviter, des paragraphes rédigés étant largement préférés. Les tableaux sont à réserver à la présentation de données structurées (résultats, etc.).
- Les appels de note de bas de page (petits chiffres en exposant, introduits par l'outil «  Source ») sont à placer entre la fin de phrase et le point final[comme ça].
- Les liens internes (vers d'autres articles de Wikipédia) sont à choisir avec parcimonie. Créez des liens vers des articles approfondissant le sujet. Les termes génériques sans rapport avec le sujet sont à éviter, ainsi que les répétitions de liens vers un même terme.
- Les liens externes sont à placer uniquement dans une section « Liens externes », à la fin de l'article. Ces liens sont à choisir avec parcimonie suivant les règles définies. Si un lien sert de source à l'article, son insertion dans le texte est à faire par les notes de bas de page.
- La présentation des références doit suivre les conventions bibliographiques. Il est recommandé d'utiliser les modèles {{Ouvrage}}, {{Chapitre}}, {{Article}}, {{Lien web}} et/ou {{Bibliographie}}. Le mode d'édition visuel peut mettre en forme automatiquement les références.
- Insérer une infobox (cadre d'informations à droite) n'est pas obligatoire pour parachever la mise en page.

Pour une aide détaillée, merci de consulter Aide:Wikification.
Si vous pensez que ces points ont été résolus, vous pouvez retirer ce bandeau et améliorer la mise en forme d'un autre article.
 (octobre 2018).
Pierre Guilmard ou Pierre Laforêt, né à Toulouse le 13 août 1945, est auteur de bande dessinée depuis 1963. 

## Biographie
Il débute dans le journal Pilote en collaboration avec Jacques Lob dont il a illustré les tout premiers scénarios :
- Les Vacances de Monsieur Bigbuck
- Bigbuck et les rodibules
- Les Établissements Bigbuck présentent le découpeur universel
- Winceslas pilote d'essai.
- La Cave à gruyère
- La Boîte à clous

Après avoir collaboré avec plusieurs journaux de bande dessinée, il multiplie les séries avec différents scénaristes :
- Dans Spirou : il travaille aux côtés de Lob, Hubuc et Jacques Devos.
- Dans Tintin :
  - il reprend la série Chlorophylle, initialement créée par Raymond Macherot ;
  - il crée Les Frères Bross avec Vicq ;
  - il illustre également deux histoires scénarisées par Patrick Cothias.
- Aux éditions Fleurus, il anime plusieurs séries dans différents magazines :
  - Fripounet : Caligul et Sidonie, Rasepoil et Minigrain ;
  - Formule 1 : Jane Holmes ;
  - Djin : Symphorien et Léonidas (avec Josselin), Gazoline (avec P. Cothias) ;
  - Perlin : Les aventures de Biniou et sa bande de copains.

En 1975, dans l'hebdomadaire pour jeunes filles Djin, il produit une série burlesque dont l'héroïne est une chanteuse ratée, affligée d'un impresario incompétent : Chowbiz, chanteuse à voix, bande dessinée écrite par Henriette Bichonnier.
En 1989, il change de genre et crée la série La Java des Gaspards aux éditions Vents d'Ouest. Toujours chez Vents d'Ouest il publie également des collectifs : Brassens, Édith Piaf et Boris Vian. 
En 1995 il publie chez Dargaud : Décharge interdite, Pas de diam's pour un cave et des cailles au résiné. Ces albums-polars seront republiés et recoloriés, chez Joker. 
En 2001, il publie la série la série Les Farfelingues aux éditions Vents d'Ouest dont la complicité de Régis Loisel pour le scénario n'était qu'une astuce commerciale de la part l'éditeur ! 
En 2005, il publie l'album Liberté chez Glénat. Cette histoire se déroule pendant le krach boursier de 1929 aux États-Unis. C'est une histoire de meurtres qui se déroule pendant la traversée du paquebot transatlantique Le Liberté.
Puis, Pierre Guilmard publie plusieurs albums d'adaptations de romans : Tartarin de Tarascon d'après A. Daudet chez Adonis ainsi que De la terre à la lune et Autour de la lune de Jules Verne, ces deux albums sont parus dans un hors série de Pif en juillet 2007, puis qui furent repris par Glénat pour l'opération Télé7jours "Les incontournables de la littérature en BD". 
2008 - 2009 - 2010 : trois albums de gags sous le pseudo de Pierre Laforêt chez Joker : Les avocats, les banquiers, les agents immobiliers.
Plusieurs albums sont réédités : 3 des Frères Bross, 1 Rasepoil et Minigrain, 1 Jane Holmes.

## Publications

### Œuvres publiées en librairie
- 1970 - Chlorophylle et les loirs cosmonautes - scénario de Hubuc - Editions du Lombard
- 1971 - Wilbur et Mimosa - le rallye de Kudjad - scénario de Hubuc - Editions du Lombard
- 1972 - Chlorophylle - les gens du voyages - scénario de Hubuc - Editions du Lombard
- 1974 - Chlorophylle - l'île empoisonnée - scénario Hubuc - Editions du Lombard
- 1980 - Jane Holmes - le diamant noir - scénario de Jean-Marie Nadaud - Editions Fleurus
- 1990 - La java des gaspards - tome 1 - l'égorgeoir - Editions Vents d'Ouest
- 1990 - La java des gaspards - tome 2 - la rose noire - Editions Vents d'Ouest
- 1991 - La java des gaspards - tome 3 - le crépusculoir - Editions Vents d'Ouest
- 1992 - La java des gaspards - tome 4 - l'équarrissoir - Editions Vents d'Ouest
- 1995 - Guilmard présente - 3 polars : décharge interdite, pas de diam's pour un cave, des cailles au résiné - Editions Dargaud
- 1998 - Kiss it - Editions Ifrane
- Les Farfelingues, d'après une idée de Régis Loisel, Vents d'Ouest :

1. La Balade du pépère, 2001[5].
2. La Trompe à neuneu, 2002.
3. Les Vignes de Lempereur, 2004.

- 2004 - Les Frères Bross - tome 1 - reprise de 5 épisodes parues dans le journal Tintin entre 1966 et 1987 - Editions Taupinambour
- 2005 - Liberté - Le septième tueur - Editions Glénat
- 2006 - Les Frères Bross - tome 2 - reprise de 5 épisodes parues dans le journal Tintin entre 1966 et 1987 - Editions Taupinambour
- 2007 - Tartarin de Tarascon - adaptation du roman d'Alphonse Daudet - Editions Adonis
- 2008 - Jane Holmes - reprise de 2 histoires parues en 1976 dans le journal Formule 1 - scénario de Jean-Marie Nadaud - Editions Taupinambour
- 2009 - Rasepoil et Minigrain - reprise d'une histoire parue en 1980 dans le journal Fripounet  - Editions Taupinambour
- 2010 - Les Frères Bross - tome 3 - reprise de 6 épisodes parues dans le journal Tintin entre 1966 et 1987 - Editions Taupinambour
- 2010 - Pas de diam's pour un cave - réédition recoloriée - Editions Joker
- 2011 - Du raisiné sur Paname - réédition recoloriée de l'album "Des cailles au résiné" - Éditions Joker
- 2011 - De la terre à la lune - adaptation du roman de Jules Verne - Collection Les incontournables de la littérature en BD pour Télé7Jours - Editions Glénat
- 2011 - Autour de la lune - adaptation du roman de Jules Verne - Collection Les incontournables de la littérature en BD pour Télé7Jours - Editions Glénat
- 2019 - La corde du pendu soutient l'unijambiste - Editions du Long Bec.

### Collectifs
- 1980 - Collectif Lob de la jungle- Wenceslas pilote d'essai paru en 1966 - scénario de Lob - Humanoïdes Associés
- 1989 - Collectif Brassens - Auprès de mon arbre - Editions Vents d'Ouest
- 1997 - Collectif Chirac dans tous ses états - Editions Pictoris
- 1997 - Collectif Le Père Noël dans ses petits souliers - Editions Pictoris
- 1998 - Collectif C'est fou le foot sans les règes - Editions Pictoris
- 2000 - Collectif Boris Vian - La chasse à l'homme - Editions Vents d'Ouest
- 2001 - Collectif Edith Piaf - Monsieur Saint Pierre - Editions Vents d'Ouest
- 2010 - Collectif Blagues coquines no 24 - Editions Joker

### Publications dans divers magazines
- 1963 - Pilote
- 1963 - Spirou
- 1966 à 1987 - Tintin Total Journal
- 1970 à 1987 - Fripounet (Editions Fleurus)
- 1970 à 1987 - Formule 1 (Editions Fleurus)
- 1975 à 1982 - Djin (Editions Fleurus)
- 1980 à 1987 - Perlin (Editions Fleurus)
- 2005 - Illustrations dans Hullabaloo, classbook anglais cycle 3 niveau 1(Editions Hatier)
- 2005 - Toutalire (Pif Editions)
- 2009 - Je bouquine (Bayard Presse)
- 2015 - L'humanité dimanche

### Sous le pseudo Pierre Laforet
- 2008 - Les avocats - Éditions Joker
- 2009 - Tout sur les banquiers - Éditions Joker
- 2010 - Tout sur les agents immobiliers - Éditions Joker